# Стрейт-Ривер
Стрейт-Ривер (англ. Straight River) — тауншип в округе Хаббард, Миннесота, США. На 2000 год его население составило 662 человека.

## География
По данным Бюро переписи населения США площадь тауншипа составляет 91,6 км², из которых 88,8 км² занимает суша, а 2,7 км² — вода (3,00 %).

## Демография
По данным переписи населения 2000 года здесь находились 662 человека, 249 домохозяйств и 204 семьи. Плотность населения — 7,5 чел./км². На территории тауншипа расположено 304 постройки со средней плотностью 3,4 построек на один квадратный километр. Расовый состав населения: 99,09 % белых, 0,15 % азиатов, 0,30 % — других рас США и 0,45 % приходится на две или более других рас. Испанцы или латиноамериканцы любой расы составляли 1,21 % от популяции тауншипа.
Из 249 домохозяйств в 32,5 % воспитывались дети до 18 лет, в 66,3 % проживали супружеские пары, в 10,4 % проживали незамужние женщины и в 17,7 % домохозяйств проживали несемейные люди. 15,3 % домохозяйств состояли из одного человека, при том 4,4 % из — одиноких пожилых людей старше 65 лет. Средний размер домохозяйства — 2,66, а семьи — 2,86 человека.
25,7 % населения — младше 18 лет, 6,9 % — в возрасте от 18 до 24 лет, 26,1 % — от 25 до 44, 27,5 % — от 45 до 64, и 13,7 % — старше 65 лет. Средний возраст — 40 лет. На каждые 100 женщин приходилось 96,4 мужчин. На каждые 100 женщин старше 18 приходилось 103,3 мужчин.
Средний годовой доход домохозяйства составлял 30 952 доллара, а средний годовой доход семьи — 32 500 долларов. Средний доход мужчин — 25 625 долларов, в то время как у женщин — 23 281. Доход на душу населения составил 14 887 долларов. За чертой бедности находились 10,2 % семей и 11,3 % всего населения тауншипа, из которых 14,9 % младше 18 и 15,5 % старше 65 лет.